# Persona expuesta políticamente
En la regulación financiera, persona expuesta políticamente (PEP, también persona políticamente expuesta o persona con responsabilidad pública) es un término que describe a alguien a quien se le ha confiado una responsabilidad pública prominente. Por lo general, una PEP presenta un mayor riesgo de participación potencial en sobornos y corrupción en virtud de su posición y la influencia que pueda tener. Los términos "persona políticamente expuesta" y "figura política extranjera de alto rango" a menudo se utilizan indistintamente, en particular en los foros internacionales. Oficial extranjero es un término para individuos considerados como personas del gobierno bajo la Ley de Prácticas Corruptas en el Extranjero (Foreign Corrupt Practices Act, FCPA), y aunque las definiciones son similares a las de PEP, hay bastantes diferencias y no deben ser usadas indistintamente. El término PEP se utiliza típicamente para referirse a los clientes en la industria de servicios financieros, mientras que "funcionario extranjero" se refiere a los riesgos de las relaciones con terceros en todas las industrias.

## Historia
La designación de "persona expuesta políticamente" se remonta a finales de la década de 1990, en lo que se conoció como el "caso Abacha". Sani Abacha fue un dictador nigeriano que organizó un robo sistemático y a gran escala de activos del banco central nigeriano durante algunos años con sus familiares y asociados. Se cree que se robaron varios miles de millones de dólares y que los fondos se transfirieron a cuentas bancarias en el Reino Unido y Suiza. En 2001, el Gobierno nigeriano que sucedió al régimen de Abacha se esforzó por recuperar el dinero y presentó denuncias ante varios organismos europeos, incluida la Oficina Federal de Policía de Suiza, que investigó a cerca de sesenta bancos suizos. En esta investigación surgió el concepto de "persona expuesta políticamente", en torno al cual la ONU organizó un comité en diciembre de 2000, que finalmente condujo a la resolución de octubre de 2003 de la Convención de las Naciones Unidas contra la Corrupción, que entró en vigor en diciembre de 2005, con revisiones anuales en curso de su aplicación y recuperación de activos. Se incorporó al Derecho de la Unión Europea en 2004.